# Robert Castel (sociologue)
Pour les articles homonymes, voir Robert Castel et Castel.
Robert Castel, né le 27 mars 1933 à Saint-Pierre-Quilbignon et mort le 12 mars 2013 à Paris 15e, est un sociologue et philosophe français, spécialiste de sociologie du travail et des questions relatives à l'exclusion sociale.

## Biographie
Né à Saint-Pierre-Quilbignon, aujourd'hui dans l'agglomération brestoise, il fait d’abord un CAP, puis un enseignant technique lui conseille de s’orienter plutôt vers le lycée ; il persévère dans les études  et obtient l'agrégation de philosophie en 1959. Il est maître-assistant de philosophie à la faculté de lettres de Lille jusqu'en 1967, année où Raymond Aron lui propose de le rejoindre à la Sorbonne. C'est dans ces années là qu'il rencontre Pierre Bourdieu, avec qui il commence à travailler, se spécialisant en sociologie. Après mai 68, il enseigne au département de sociologie de l'université de Vincennes, qui devient l'université Paris-VIII.

## Sociologie critique de la psychiatrie et de la prise en charge des malades mentaux
Dans les années 1970 et au début des années 1980, il s'intéresse à la psychanalyse et à la psychiatrie, ainsi qu'au traitement et à la prise en charge des malades mentaux, en établissant une sociologie critique de ces questions et en se rapprochant de Michel Foucault, dont il reprendra l'approche généalogique. Ces recherches aboutiront à une thèse d'État ès lettres et sciences humaines, soutenue en 1980. Il est à l'origine de la constitution du Groupe d'analyse du social et de la sociabilité (GRASS).

## Apport à la sociologie et à l'histoire du travail
Dans les années 1980 et 1990, il s'intéresse au travail, en relation avec les transformations de l'emploi, l'intervention sociale et les politiques sociales. Directeur d’études à l’École des hautes études en sciences sociales (EHESS) à partir de 1990 et directeur du Centre d'étude des mouvements sociaux (EHESS-CNRS) jusqu’en 1999, ses ouvrages, depuis Les métamorphoses de la question sociale, analysent la constitution de la société salariale, puis son effritement à partir du milieu des années 1970 et ses conséquences : l'exclusion (ou plutôt ce qu'il appelle la désaffiliation), la vulnérabilité et la fragilisation qui frappent les individus « par défaut ». Il veut ainsi comprendre comment le salariat, qui fut d'abord une position méprisée, s'est petit à petit imposé comme modèle de référence et s'est progressivement associé à des protections sociales, et à la notion de propriété sociale, créant un statut constitutif d'une identité sociale qui sera ensuite mise en question par les transformations sociales qui auront lieu après la crise des années 1970.
Ses œuvres les plus récentes constatent la montée croissante des incertitudes et des risques dans les sociétés contemporaines, conséquence du passage à un nouveau régime du capitalisme auquel la précarité croissante serait consubstantielle.

## Filiation
Dès la sortie de son ouvrage Les métamorphoses de la question sociale : une chronique du salariat, il devient une référence pour les chercheurs qui s’intéressent à l’emploi, aux politiques sociales ou à l'État. Dans son sillage, on trouve le travail de sociologues comme Jean-François Laé, Numa Murard, Marc Bessin, Denis Merklen, Claude Martin ou Albert Ogien. Par la suite, il est attentif à la réception de ses publications, examine les réactions et apporte des précisions ou des compléments.

## Publications
- Le psychanalysme : l'ordre psychanalytique et le pouvoir, Éditions Maspero, Paris, 1973 (rééditions 10-18, 1976 et Champ-Flammarion, Paris, 1981).
- L'ordre psychiatrique, Éditions de Minuit, Paris, 1977.
- La gestion des risques, Éditions de Minuit, Paris, 1981.
  - La gestion des risques : de l'antipsychiatrie à l'après psychanalyse., Éditions de Minuit, Paris, 2011.
- La société psychiatrique avancée : le modèle américain, (avec F. Castel et A. Lovell) Grasset, Paris, 1979.
- Les métamorphoses de la question sociale : une chronique du salariat, Fayard, Paris, 1995, réédition Folio-Gallimard, Paris, 2000.
- Propriété privée, propriété sociale, propriété de soi (avec Claudine Haroche), Paris, Fayard, 2001.
- L'insécurité sociale : qu'est-ce qu'être protégé ?, Éditions du Seuil, 2003.
- La discrimination négative, Paris, La République des idées/Seuil, 2007.
- Présentation du livre Asiles : études sur la condition sociale des malades mentaux de Erving Goffman, Les éditions de Minuit, 2007.
- La montée des incertitudes : travail, protections, statut de l'individu, Paris, Éd. du Seuil, 2009.
- Nous avons quelque chose à vous dire... Paroles des jeunes des quartiers, Paris, L'Harmattan, 2010 (avec J.-L. Reiffers, et avec la participation de S. Menu).
- avec Gabriel Kessler, Denis Merklen et Numa Murard Individuación, precariedad, inseguridad. ¿Desinstitucionalización del presente?, Barcelona, Buenos Aires, Mexico, Editorial Paidós, 2013, 176 p.  (ISBN 978-950-12-6586-6)
- « Le travail au long cours. Entretien avec Robert Castel », in Vacarmes, 40, 20 mars 2007, p. 4-12, [lire en ligne].

## Documents sonores
- L'insécurité sociale (conférence, extraits), 21 mai 2005 [audio]
- Entretien, Radio Univers [audio]